# 방패코잎코박쥐
방패코잎코박쥐(Hipposideros scutinares)는 잎코박쥐과에 속하는 박쥐의 일종이다. 라오스와 베트남에서 발견된다.

## 분류학
방패코잎코박쥐에 대한 초기 설명에서, 로빈슨(Mark F. Robinson) 등은 방패코잎코박쥐를 프랫둥근잎박쥐와 방패얼굴둥근잎박쥐가 포함되는 프랫둥근잎박쥐군(H. pratti group)으로 분류했다.

## 특징
초기의 종 기술에서 사용된 표본은 라오스 중부 지역의 6곳과 베트남의 2곳에서 수집한 표본이다. 모식 산지는 라오스 캄무안 주 남힌분 강 상류의 반 칸케오이다(북위 17° 58′  동경 104° 49′  / 북위 17.967°  동경 104.817° ). 이어서 베트남 퐁나케방 국립공원 카 노이 동굴에서 발견되었다.

## 학명
종소명은 "방패"라는 의미의 "스쿠툼(scutum)"과 "콧수염"을 뜻하는 라틴어 "나레스(nares)"의 합성어에서 유래했다. 방패코잎코박쥐 또는 방패코둥근잎박쥐로도 알려져 있다. 베트남 이름은 dơi nếp mũi đông dương이다.